# John Henry Parker
Pour les articles homonymes, voir Parker.
John Henry Parker , né le 1er mars 1806 à Londres (Royaume-Uni) et mort le 31 janvier 1884 à Oxford (Royaume-Uni) où il est inhumé, est un archéologue, un écrivain spécialisé en architecture et un éditeur.

## Biographie
John Henry Parker naît à Londres d'un père commerçant. Après des études à Chiswick (Manor House School), il entre en apprentissage en 1821 chez son oncle, libraire à Oxford. Il lui succède onze ans plus tard, publiant notamment la collection « Oxford pocket classics » qui rencontre un grand succès.
En 1836, il publie la première édition du Glossary of terms used in Grecian, Roman, Italian, and Gothic architecture. Le style architectural néogothique se développe alors en Angleterre et le livre a une influence considérable sur sa diffusion, fournissant une inspiration précieuse aux jeunes architectes.
Parker écrit et/ou édite plusieurs livres consacrés à l'architecture médiévale et gothique. Il défend la restauration des édifices religieux à laquelle il prend une part active.
Par la suite, il s'intéresse aux fouilles archéologiques retraçant l'histoire de Rome, confrontant la réalité historique aux légendes populaires. Les différents volumes de son Archaeology of Rome paraissent en 1874 et 1884. Ses travaux lui valent d'être décoré par le roi Victor-Emmanuel II et le pape Pie IX.
En Italie, Parker a pour projet de constituer une collection d'archives de photographies des plus grands monuments de la ville depuis la Renaissance. Cette collection concerne les plus grands bâtiments et monuments de Rome, mais également des scènes détaillées des fouilles archéologiques de la fin du XIXe siècle. Parker puise souvent dans cette collection pour illustrer ses ouvrages. Toutes ces archives, et notamment les négatifs des photos, disparaissent en 1893 dans l'incendie du palais Della Porta Negroni Caffarelli où elles étaient conservées.
Il meurt à Oxford le 31 janvier 1884 où il est inhumé au cimetière du Saint-Sépulcre avec son épouse, morte trente ans avant lui.

## Distinctions
- Compagnon de l'ordre du Bain (1871)[6].

## Sélection de publications
- (en) A Glossary of Terms Used in Grecian, Roman, Italian, and Gothic Architecture: The Third Edition, Enlarged. Exemplified by Seventeen Hundred Woodcuts, vol. 1, Oxford, John Henry Parker, 1840, 262 p.
- (en) A manual of gothic stone carving, Oxford, John Henry Parker, 1847, 80 p.
- (en) A manual of gothic mouldings, and continuous ornament, Oxford, John Henry Parker, 1855, 88 p.
- (en) A manual of surface ornament, Oxford, John Henry Parker, 1855, 62 p.
- (en) Some account of domestic architecture in England, vol. 3-1, Oxford, John Henry Parker, 1859.
- (en) A Catalogue of a Series of Photographs Illustrative of the Archæology of Rome [...], Oxford, John Henry Parker, 1867, 47 p.
- (en) The Archaeology of Rome, vol. 1, Oxford, John Henry Parker, 1874.
- (en) The Via Sacra in Rome by John Henry Parker, Oxford, John Henry Parker, 1876, 55 p.
- (en) An introduction to the study of Gothic architecture, Oxford, John Henry Parker, 1877, 331 p.